# Campionati europei di duathlon del 2015
I Campionati europei di duathlon del 2015 (XXVI edizione) si sono tenuti a Alcobendas in Spagna, in data 25 aprile 2015.
Tra gli uomini ha vinto il francese Benoit Nicolas, mentre la gara femminile è andata alla francese Sandra Levenez.

## Risultati

### Élite uomini
| Pos. | Atleta                     | Paese       | Nuoto    | Bici     | Corsa    | Totale   |
| ---- | -------------------------- | ----------- | -------- | -------- | -------- | -------- |
|      | Benoit Nicolas             | Francia     | 00:28:13 | 01:06:52 | 00:13:24 | 01:50:34 |
|      | Emilio Martin              | Spagna      | 00:28:14 | 01:06:54 | 00:13:29 | 01:50:40 |
|      | Philip Wylie               | Regno Unito | 00:28:14 | 01:06:56 | 00:13:38 | 01:50:49 |
| 4    | Yohan Le Berre             | Francia     | 00:28:13 | 01:06:53 | 00:14:47 | 01:51:57 |
| 5    | Oier Ariznabarreta Aguirre | Spagna      | 00:28:46 | 01:08:23 | 00:14:03 | 01:53:13 |
| 6    | Filipe Azevedo             | Portogallo  | 00:29:46 | 01:07:30 | 00:14:35 | 01:53:36 |
| 7    | Raul Amatriain Arraiza     | Spagna      | 00:29:24 | 01:07:47 | 00:14:37 | 01:53:38 |
| 8    | Ciprian Balanescu          | Romania     | 00:29:01 | 01:08:12 | 00:14:49 | 01:53:53 |
| 9    | Alberto Della Pasqua       | Italia      | 00:28:14 | 01:08:52 | 00:14:44 | 01:53:55 |
| 10   | Glen Laurens               | Belgio      | 00:28:59 | 01:08:11 | 00:14:54 | 01:53:59 |
| 11   | Mario García Moreno        | Spagna      | 00:28:47 | 01:08:20 | 00:15:06 | 01:54:17 |
| 12   | Jan Petralia               | Belgio      | 00:29:46 | 01:07:29 | 00:15:40 | 01:54:43 |
| 13   | Roger Roca Dalmau          | Spagna      | 00:28:49 | 01:08:22 | 00:15:51 | 01:55:02 |
| 14   | Danny Russell              | Regno Unito | 00:28:59 | 01:09:21 | 00:16:41 | 01:56:55 |
| 15   | Hugo Alves                 | Portogallo  | 00:30:27 | 01:09:20 | 00:15:39 | 01:57:32 |
| 16   | Andrejs Dmitrijevs         | Lettonia    | 00:30:37 | 01:09:13 | 00:15:48 | 01:57:33 |
| 17   | João Francisco Ferreira    | Portogallo  | 00:30:36 | 01:10:02 | 00:15:08 | 01:57:44 |
| 18   | Javier Martin Morales      | Spagna      | 00:30:27 | 01:09:19 | 00:16:33 | 01:58:22 |
| 19   | Robert-Zsolt Budai         | Romania     | 00:30:31 | 01:10:08 | 00:15:46 | 01:58:26 |
| 20   | Daniel Gonzalez Sanz       | Spagna      | 00:31:33 | 01:09:11 | 00:16:22 | 01:58:55 |
| 21   | Ludovic Paul               | Francia     | 00:30:00 | 01:10:35 | 00:16:22 | 01:59:04 |
| 22   | Attila Daniel              | Romania     | 00:30:36 | 01:10:04 | 00:16:36 | 01:59:15 |
| 23   | Gavin Corey                | Irlanda     | 00:31:09 | 01:09:33 | 00:17:04 | 01:59:39 |
| 24   | Rafael Domingos            | Portogallo  | 00:31:29 | 01:09:13 | 00:17:46 | 02:00:19 |
| 25   | Pello Osoro                | Spagna      | 00:32:37 | 01:10:55 | 00:18:46 | 02:04:03 |

### Élite donne
| Pos. | Atleta                    | Paese       | Nuoto    | Bici     | Corsa    | Totale   |
| ---- | ------------------------- | ----------- | -------- | -------- | -------- | -------- |
|      | Sandra Levenez            | Francia     | 00:32:42 | 01:03:07 | 00:25:21 | 02:03:02 |
|      | Sara Dossena              | Italia      | 00:32:39 | 01:06:50 | 00:25:17 | 02:06:38 |
|      | India Lee                 | Regno Unito | 00:35:23 | 01:04:03 | 00:26:06 | 02:07:28 |
| 4    | Margarita Garcia Cañellas | Spagna      | 00:34:40 | 01:05:42 | 00:26:18 | 02:08:29 |
| 5    | Sabrina Monmarteau        | Francia     | 00:33:58 | 01:07:14 | 00:25:48 | 02:08:46 |
| 6    | Sonia Bejarano            | Spagna      | 00:32:43 | 01:08:36 | 00:25:42 | 02:08:49 |
| 7    | Giorgia Priarone          | Italia      | 00:33:58 | 01:07:13 | 00:25:51 | 02:08:52 |
| 8    | Ana Filipa Santos         | Portogallo  | 00:34:15 | 01:06:57 | 00:25:54 | 02:08:54 |
| 9    | Cristiana Valente         | Portogallo  | 00:34:15 | 01:06:57 | 00:25:58 | 02:09:00 |
| 10   | Franziska Scheffler       | Germania    | 00:34:17 | 01:06:54 | 00:26:25 | 02:09:22 |
| 11   | Georgina Schwiening       | Regno Unito | 00:34:18 | 01:06:51 | 00:28:28 | 02:11:35 |
| 12   | Victoria Gill             | Regno Unito | 00:35:16 | 01:07:25 | 00:27:20 | 02:12:03 |
| 13   | Paula Garcia Godino       | Spagna      | 00:34:40 | 01:10:16 | 00:26:43 | 02:13:32 |
| 14   | Sandrina Illes            | Austria     | 00:35:06 | 01:10:16 | 00:27:13 | 02:14:27 |
| 15   | Anna Noguera              | Spagna      | 00:36:24 | 01:08:33 | 00:27:43 | 02:14:32 |
| 16   | Chloe Cook                | Regno Unito | 00:35:17 | 01:10:48 | 00:28:22 | 02:16:31 |